# Diego Joseph de Cadix
Diego Joseph de Cadix (Ubrique, 30 mars 1743 - Ronda, 24 mars 1801) est un capucin espagnol reconnu bienheureux par l'Église catholique. Il est fêté le 24 mars.

## Biographie
José Francisco López-Caamaño y García Pérez naît le 30 mars 1743 dans une illustre famille d'Ubrique de  la province de Cadix. Il part faire des études chez les dominicains à Ronda. En 1756, alors qu'il a 13 ans, il se rend à la messe dans la chapelle des capucins d'Ubrique pendant que ces derniers chantent en chœur la liturgie des Heures ce qui provoque chez lui une véritable admiration. Un frère capucin lui prête des livres sur la vie de Fidèle de Sigmaringenet de Joseph de Leonessa ce qui le confirme dans sa vocation. 
Malgré l'opposition de sa famille, il est présenté par son père à l'examen d'entrée chez les capucins d'Ubrique mais échoue par deux fois car il a un trouble du langage, peu de connaissance du latin et ne parle que le dialecte andalou, or les capucins sont surtout prédicateurs et missionnaires. Il n'abandonne pourtant pas son projet, mais son père ne voulant pas essuyer un nouveau refus à Ubrique, l'envoie à Séville tenter à nouveau sa chance, et il réussit l'épreuve.
Il entre le 15 novembre 1757 à 14 ans comme novice au couvent des Frères mineurs capucins de Séville où on lui donne le nom de Diego Joseph, il n'a bientôt plus de problème d'élocution et parle parfaitement le castillan et le latin, il fait profession religieuse le 31 mars 1759 et reçoit l'ordination à Carmona le 13 juin 1767.
Diego est désigné par ses supérieurs pour prêcher des missions populaires mais découragé, il désire obtenir un autre emploi que celui de missionnaire. Le Christ lui serait alors apparu portant sa croix et lui reprochant de ne pas le soutenir. Aussi, il reprend l'évangélisation en parcourant une partie de l'Espagne avec l'intention de faire revenir le peuple à la pratique chrétienne. Il devient un ardent propagateur de la dévotion à la Trinité et à la Vierge Marie, en particulier sous le vocable de Divine Bergère, et encourage les pratiques populaires comme les Quarante-Heures, le Chemin de croix ou le chapelet.
Il meurt à 58 ans de la fièvre jaune le 24 mars 1801 à Ronda.

## Béatification et relique
Le procès de béatification est introduit le 15 janvier 1863, et il est déclaré vénérable le 10 février 1884 par Léon XIII qui le béatifie le 22 avril 1894. Son corps repose dans une urne en l'église de Nuestra Señora de la Paz de Ronda. Il est commémoré le 24 mars selon le Martyrologe romain.

### Liens Externes
- Ressource relative à la religion :   - Dictionnaire de spiritualité
- Notices dans des dictionnaires ou encyclopédies généralistes :   - Diccionario Biográfico Español
  - Gran Enciclopedia Aragonesa
  - Gran Enciclopèdia Catalana
- Notices d'autorité :   - VIAF
  - ISNI
  - BnF (données)
  - IdRef
  - LCCN
  - GND
  - Espagne
  - Pays-Bas
  - Pologne
  - NUKAT
  - Catalogne
  - Vatican
  - WorldCat
- (en) Bienheureux Diego Joseph de Cadix, religieux capucin, CapDox - Capuchin Friars Australia
- (en) Bienheureux Diego Joseph (Didacus Joseph) de Cadix, homonyme du Père Didacus Dunn, o.f.m. Cap., Capuchin Franciscans
- Biographie : Bx Diego Joseph Lopez de Cadix, prêtre o.f.m. Cap., L'Évangile au Quotidien